# Plac Wolności w Zabrzu
Plac Wolności w Zabrzu – plac w śródmieściu Zabrza. Wyłączony z ruchu kołowego, połączony z ulicą Wolności, stanowiącej reprezentacyjny deptak miejski. Zabudowa zwarta z kamienicami z przełomu XIX i XX w.

## Historia

### Plany trójmiejskiego śródmieścia
Pierwsze plany stworzenia reprezentacyjnego placu w śródmieściu Zabrza sięgają lat 20. XX w. i związane są z koncepcją budowy centrum dla Trójmiasta Gliwice-Zabrze-Bytom. W 1927 r. rozpisano pierwszy konkurs na projekt trójmiejskiego „city”. Konkurs rozstrzygnięto 31 stycznia 1928 roku. Nadesłanych zostało 49 prac, przede wszystkim śląskich architektów. Zdaniem komisji konkursowej żaden z nich nie spełniał pokładanych oczekiwań, dlatego zamiast nagrody głównej przyznano jedynie trzy równorzędne wyróżnienia.
W 1928 r. ogłoszono kolejny konkurs, do którego zostały zgłoszone prace znanych niemieckich architektów, m.in. Paula Bonatza, Hansa Poelziga, Maksa Berga czy Dominikusa Böhma. Ze względów finansowych nie doszło jednak do realizacji żadnego z konkursowych projektów.
Jeden z niezrealizowanych planów przebudowy placu Wolności, autorstwa Moritza Wolfa i Alberta Krawietza, stał się inspiracją dla projektu zabudowy mieszkaniowej placu Słowiańskiego w Zabrzu w zachodniej części miasta.

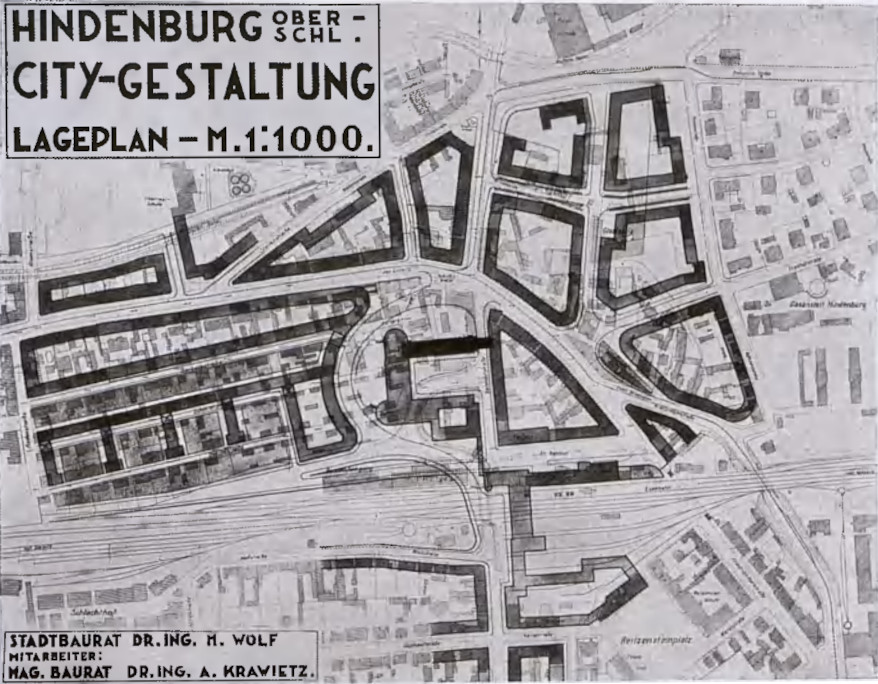
Projekt autorstwa Moritza Wolfa(inne języki) i Alberta Krawietza
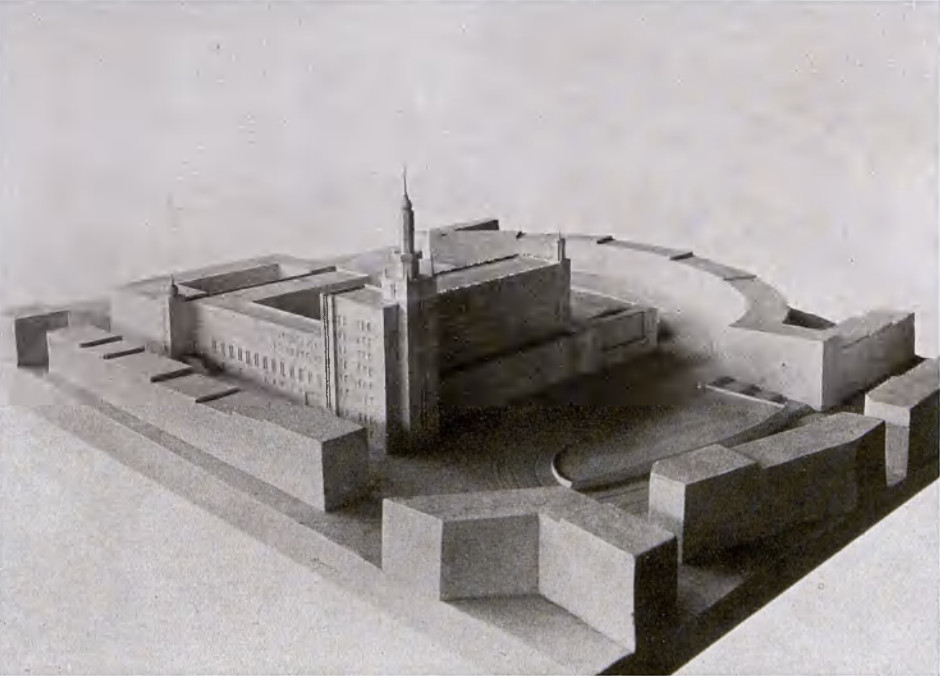
Projekt autorstwa Paula Bonatza
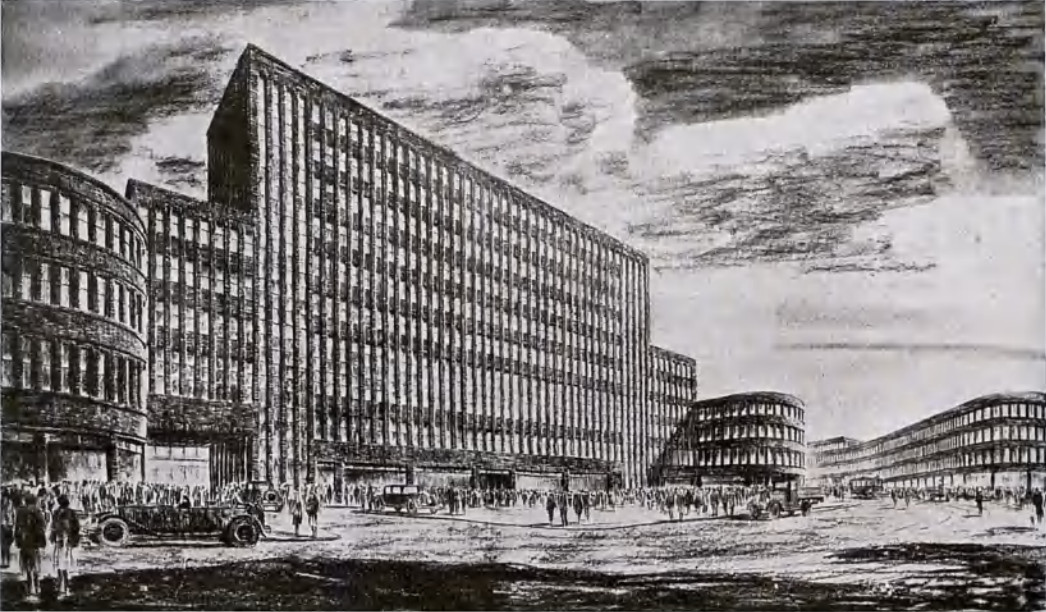
Projekt autorstwa Hansa Poelziga

### Przebudowa
Przebudowa placu miała miejsce w latach 1933–1936. Zrealizowano projekt Karla Breuera, który był odchudzoną wersją projektu Hansa Poelziga z 1928 r. Prace rozpoczęły się 7 lipca 1933 r. od rozbiórki budynków gospodarczych. Za stalowy szkielet parteru budynku przy pl. Wolności 2 była odpowiedzialna Huta Donnersmarcka. Wiechowe na budowie tego budynku świętowano 19 października 1933 r. Tego samego dnia rozpoczęto prace ziemne przy budowie obiektu przy pl. Wolności 4, gdzie wiechę powieszono 8 czerwca 1934 r. Kilka dni wcześniej, 4 czerwca 1934 r., rozpoczęto rozbiórkę domów przy ul. Dworcowej.
W 1935 roku rozstrzygnięto konkurs dla górnośląskich architektów na projekt pierzei wschodniej placu. Nagrodzono pracę inżyniera Karla Mayera z Gliwic. Koszt budowy szacowano na ćwierć miliona marek.

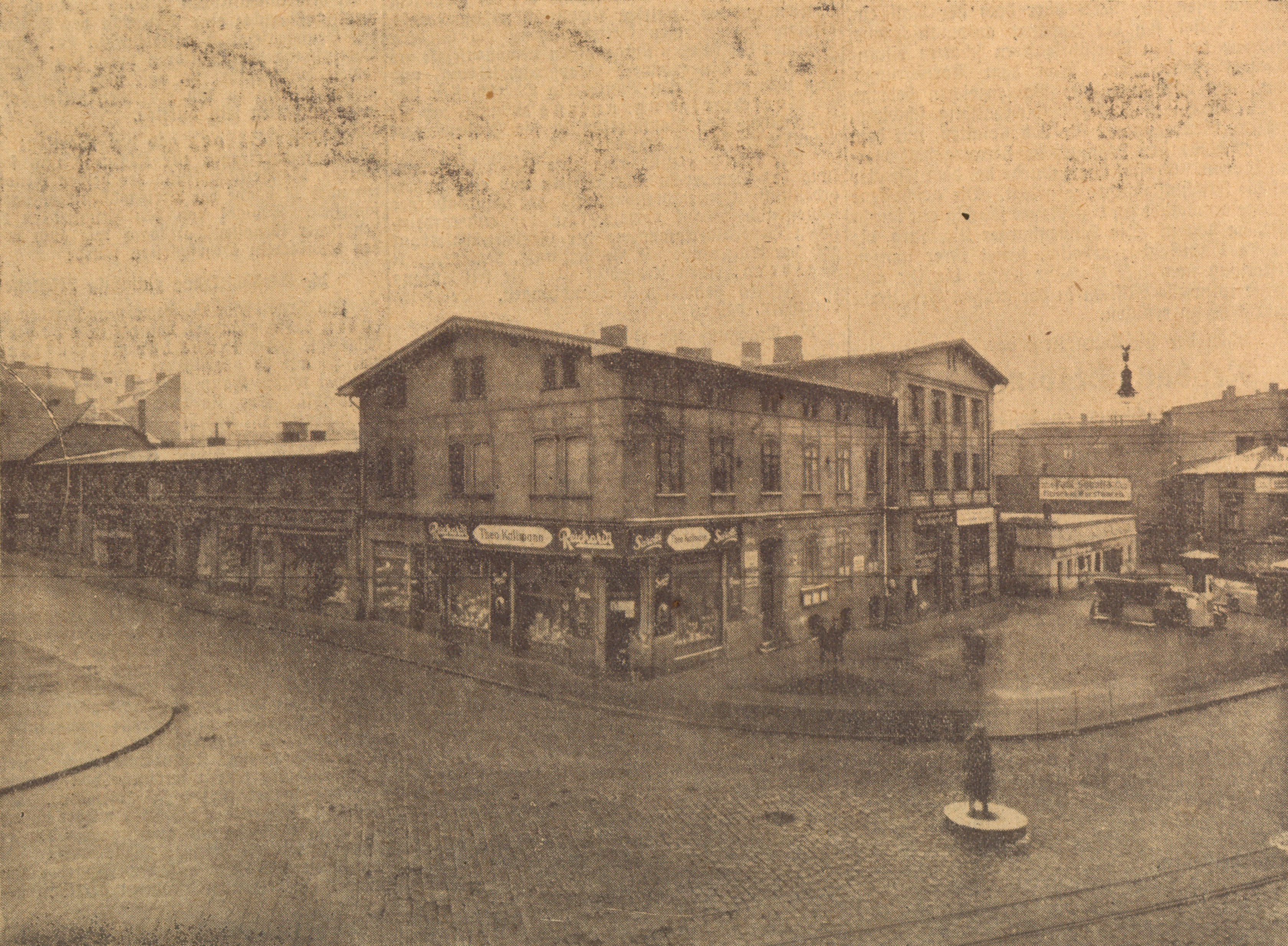
Zabudowania w miejscu dzisiejszego placu, 1933 r.
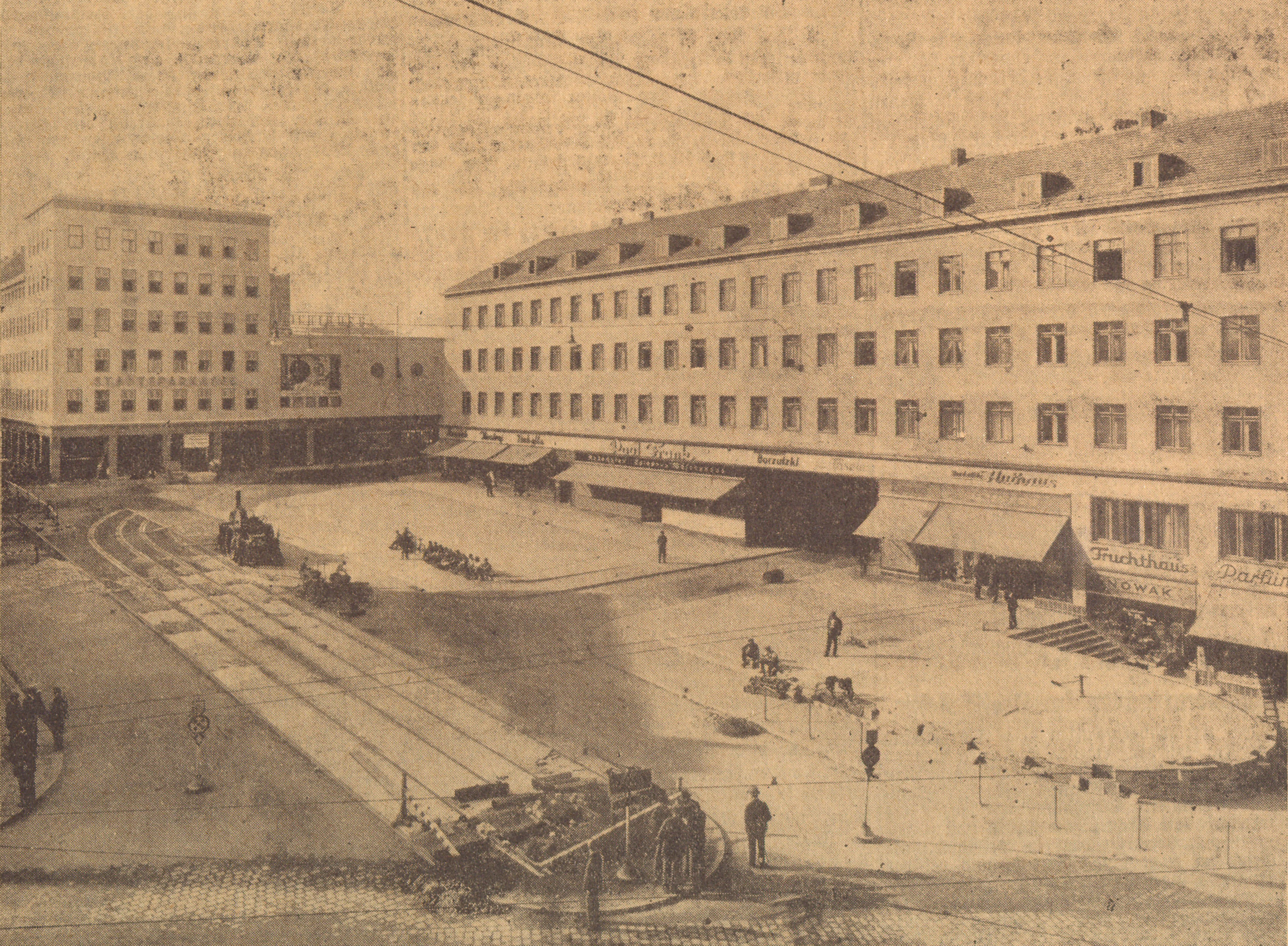
Plac w trakcie przebudowy, wrzesień 1934 r.
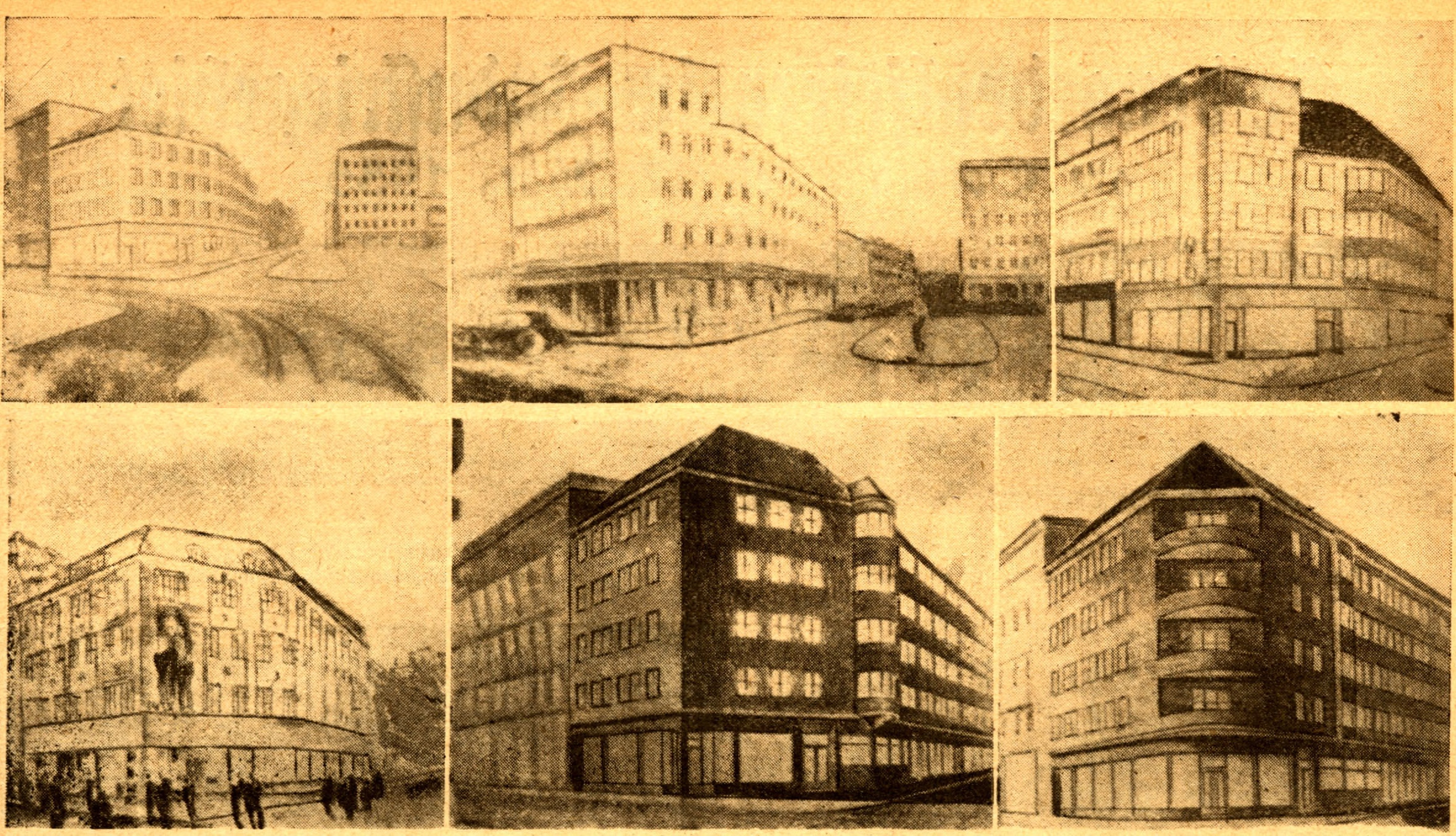
Prace nadesłane do konkursu na projekt wschodniej pierzei placu, marzec 1935 r.

### Po II wojnie światowej
W 1997 roku na placu stanęła rzeźba Spotkanie z własnym ja autorstwa urodzonego w Zabrzu Heinza Tobolli. Pomysł stworzenia rzeźby zrodził się z chęci wyrażenia przez artystę więzi z miastem pochodzenia.
Podczas remontu placu w sierpniu 2003 odkryto zabytkową studnię, z lustrem wody na głębokości 18 m. Była najprawdopodobniej ujęciem wody dla hotelu istniejącego przed przebudową placu z lat 30. XX wieku. W 2005 roku zakończono remont studni, w ramach którego została ona oczyszczona i ocembrowana, a także uzyskała podświetlenie i szklane przykrycie.
11 marca 2024 roku, w 93. rocznicę urodzin Janoscha, dokonano uroczystego odsłonięcia ustawionej na placu figury postaci z jego bajek, Tygryska (wraz z Tigerente). Niedługo później rzeźbę uzupełniła figura towarzyszącej postaci Misia.

## Galeria

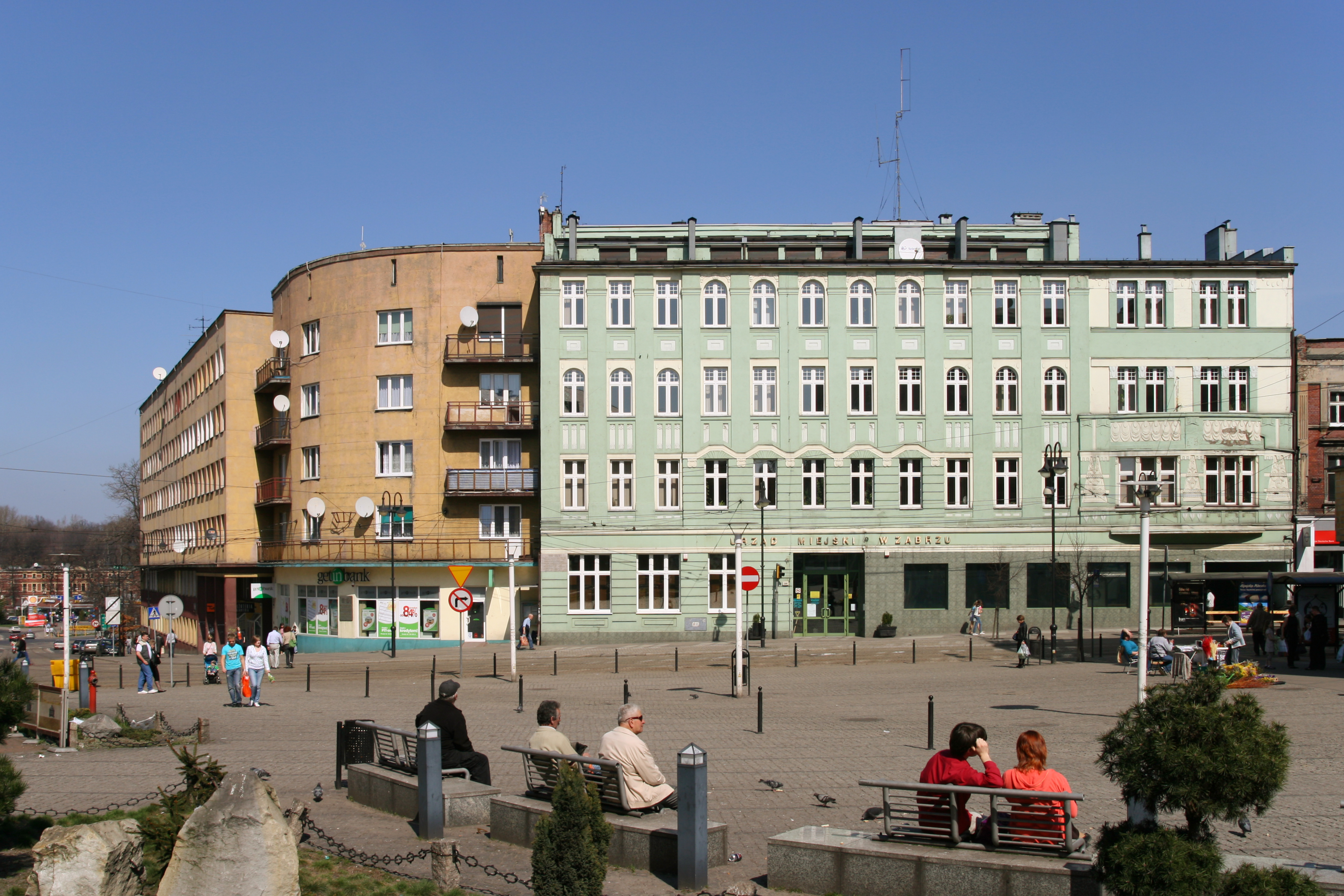
Pierzeja południowa
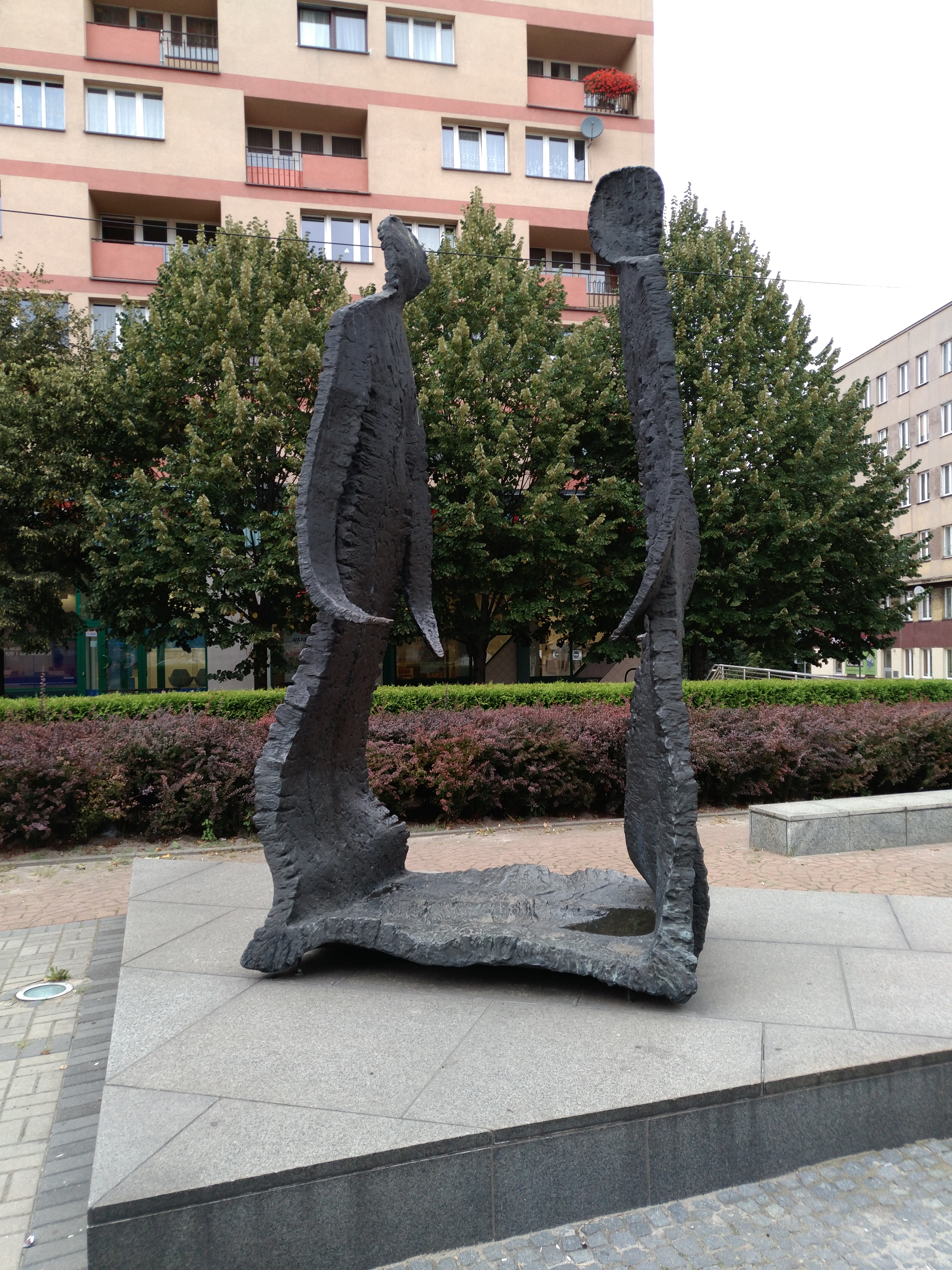
Rzeźba Spotkanie z własnym ja Heinza Tobolli
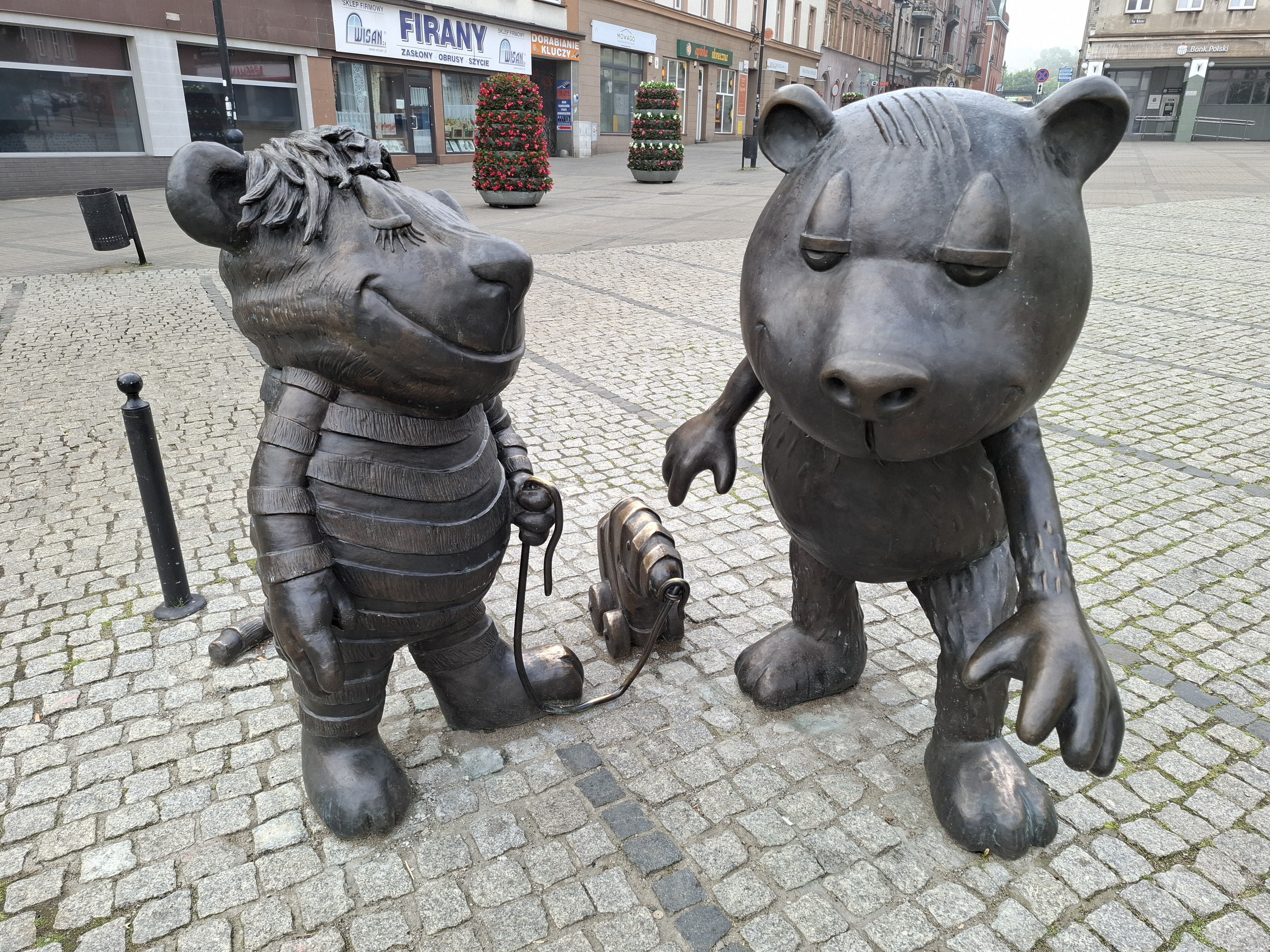
Rzeźby Tygryska, Tigerente i Misia z bajki Ach, jak cudowna jest Panama Janoscha